# Хмельовський Віталій Андрійович
Віталій Андрійович Хмельовський (нар. 12 березня 1955, Довжок) — український садівник, Заслужений працівник сільського господарства України.

## Біографія
Народився 12 березня 1955 року в селі Довжку Шаргородського району Вінницької області. Закінчив з відзнакою Довжанську школу в 1970 р. (Жмеринського району Вінницької області, раніше Шаргородського району).
1970 р. вступив в Брацлавський технікум на спеціальність — бухгалтер. В 1971 р. навчався в проф.-тех. училищі № 75 в м. Донецьку, там же працював до травня 1973 року. З травня 1973 р. до серпня 1973 навчався в Шаргородській автошколі, після закінчення якої працював водієм в колгоспі ім. Мічуріна с. Довжок до листопада 1973 року.
З листопада 1973 по листопад 1975 року служив в Радянській Армії (м. Тарту Естонської РСР). Повернувшись з армії, знов продовжив навчання в Брацлавському с/г технікумі. Закінчив в 1977 р., здобувши спеціальність бухгалтера сільськогосподарського виробництва.
Вже працюючи, вступив 1981 році в Уманський аграрний університет, закінчив Київський інститут народного господарства в 1985 р.
Працював ревізором в Шаргородському управлінні сільського господарства 7 років (з червня 1977 по червень 1984).
З червня 1984 р. почав працювати в СВАТ «Сад Поділля» в с. Пеньківка головним бухгалтером.
В 1999 р. став директором СВАТ «Сад Поділля» (далі — ПАТ, ПрАТ).
В 2001 заснував СФГ «Одая».
В квітні 2015 років пішов на пенсію, передавши управління підприємством Литвиненку Дмитру Миколайовичу.

## Сім'я
Батько — Хмельовський Андрій Станіславович (Chmielowski Andrzej) (30.11.1915-01.10.2003).
Мати — Хмельовська (Мандзюк) Зоя Назарівна (31.05.1925-09.02.2013).
Брати — Степан (12.09.1940) та Михайло (31.05.1960).
Дружина — Байдацька Зоя Станіславівна (16.01.1961).
Дочки — Олена (04.11.1980) та Наталія (27.04.1986).
Внучки — Аліна (17.03.2020) та Єлизавета (05.06.2022)